# Nephrotoma meridionalis
Nephrotoma meridionalis är en tvåvingeart som beskrevs av Yang 1997. Nephrotoma meridionalis ingår i släktet Nephrotoma och familjen storharkrankar. Inga underarter finns listade i Catalogue of Life.